# Ivan Henrik IV. Goriški
Ivan Henrik IV. Goriški, goriški grof, član družine Majnhardincev, * 1322, † 1338 
Bil je edini preživeli sin Henrika III. in njegove žene Beatrise Spodnjebavarske, hčerke vojvode Štefana I. Leta 1323 je nasledil očeta kot goriški grof. Ker je bil še mladoleten, so kot regenti delovali njegova mati in strica Albert II. Goriški in kasneje Henrik Koroški. Po letu 1329 je skrbništvo prevzel njegov bratranec Albert III. Ker je umrl mlad, sam ni nikoli zavladal. Kljub temu je bil leta 1332, star devet let, izvoljen za tržaškega podestata, da bi mesto sklenilo zavezništvo z Gorico proti beneški ekspanziji.
Leta 1335 je bil zaročen z Beatrico Sicilsko, hčerko Elizabete Koroške, kraljice Sicilije. Elizabeta se je v Beatricinem imenu odrekla pravicam do Tirolske in Koroške, vendar je zaroko preklicala mati Ivana Henrika, ki se je odločila poravnati z novimi habsburškimi vladarji Koroške. Leta 1335 se je Ivan Henrik s pogodbo, podpisano v Ljubljani, zaročil z Ano Habsburško, hčerko protikralja Friderika Lepega, ki je bila sestrična v drugem kolenu po njegovi materi. Kmalu zatem sta se poročila, njun zakon je ostal brez otrok. 
Ker je umrl brez otrok, so ga nasledili sinovi njegovega strica Alberta II. To so bili Majnhard VI. (do 1385), Albert III. (do 1374) in Henrik V. (do 1362).
Pokopan je bil v opatiji v Korenu v Furlaniji.